# Oratorio di Santa Caterina d’Alessandria

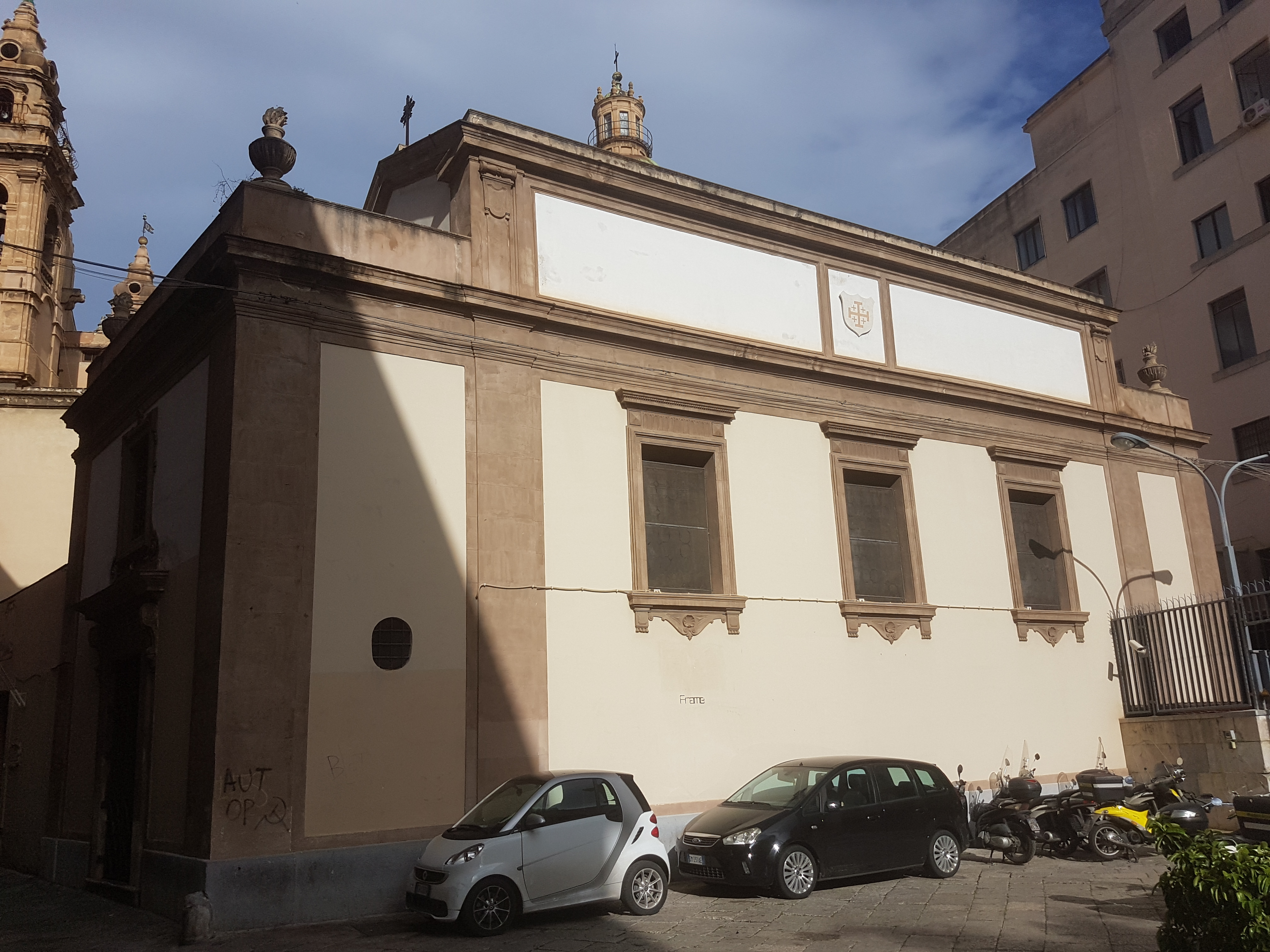
Oratorio di Santa Caterina d’Alessandria (Palermo)

Das Oratorio di Santa Caterina d’Alessandria ist ein Kirchengebäude des Barock in Palermo.
Im Jahr 1402 ist die Bruderschaft „Santa Caterina d’Alessandria“ dokumentiert, von der sich 1594 eine Vereinigung gleichen Namens abspaltete. 1589 wurde vom palermitanischen Senat die Erlaubnis zum Bau eines Oratoriums in der Via Monteleone im Stadtteil Olivella erteilt. Der Legende nach stand hier das Elternhaus der Heiligen Rosalia. In der ersten Hälfte des 18. Jahrhunderts wurde das Oratorium barockisiert. 1867 wurde es aufgegeben, nach einer Phase des Verfalls dient es heute als Konzertsaal.
Die schlichte Außenfassade wird durch Lisenen gegliedert, sowie mit seitlichen Voluten und steinernen Vasen an den Ecken dekoriert. Über der Tür ist das Wappen der „Compagnia dell’Oratorio di Santa Caterina d’Alessandria“ angebracht.
Im Vorraum zum Oratorium befindet sich das Gemälde „Madonna, Kind und Heilige Katharina von Alexandrien“, das Zoppo di Gangi zugeschrieben wird. Das Tonnengewölbe des Innenraumes ist mit einem Fresko mit der „Glorie der Heiligen Katherina“ von Antonio Grano versehen.
Decken und Wände sind reich mit Stuck von Procopio Serpotta und seinem Mitarbeiter Domenico Castelli dekoriert. Bemerkenswert sind Serpottas Stuckskulpturen der Heiligen Ninfa und Oliva von Palermo sowie der zehn allegorischen Statuen vor der Innenfassade und an den Seitenwänden. Das Altarbild „Martyrium der Heiligen Katharina“ von 1609 schuf Zoppo di Gangi, ein weiteres Gemälde („Madonna und Kind“) stammt von Vincenzo degli Azani und der Marmorboden von Gioacchino Vitagliano mit seinem Sohn Niccolo.